# Поркюпайн
Поркюпайн (на английски: Porcupine River) е река в най-северозападната част на Канада (територия Юкон) и на САЩ (североизточната част на щата Аляска), десен приток на река Юкон.
Дължината ѝ е 721 км, която ѝ отрежда 37-о място сред реките на Канада. Долното течение на реката (около 1/3 от цялата ѝ дължина преминава през щата Аляска.
Поркюпайн извира от северозападната част на планината Огилви, като най-напред тече на североизток, след което прави огромна дъга, като завива на север, след това на запад и северозапад и от селището Олд Кроу се насочва на югозапад, за да се влее отдясно в река Юкон (в нейната най-северна точка) при селището Форт Юкон.
Площта на водосборния басейн на реката е 117 900 km2, от които в Канада са 61 400 km2, а в САЩ 56 500 km2.
Основни притоци – леви: Блу Елайш, Блак Ривър, Литъл Блак Ривър. десни: Ист Поркюпайн, Бел, Олд Кроу, Колин, Шинджек
Основно подхранване – снегово. Среден многогодишен дебит в устието от 414 m3/s, максимален – 8467 m3/s, минимален – 0 m3/s. От октомври до май-юни реката замръзва напълно до дъното и няма никакъв отток. През краткия летен сезон в долното течение е достъпна за малки плавателни съдове.
По цялото течение на реката има само едно селище на територия Юкон — Олд Кроу (67°34′11″ с. ш. 139°49′44″ з. д. / 67.569722° с. ш. 139.828889° з. д.), разположено в най-северната част на реката в близост до устието на десния ѝ приток река Олд Кроу. Недалеч от устието ѝ, на десния бряг на река Юкон е селището Форт Юкон в Аляска.
Реката е открита през 1851 г. от Робърт Кемпбъл, служител на компанията „Хъдсън Бей“, търгуваща с ценни животински кожи, който се спуска надолу по река Юкон до устието на Поркюпайн и се изкачва по нея до средното ѝ течение, след което пресича разположената източно от реката планина Ричардсън и се завръща до река Маккензи.